# 1922 en sport automobile
Chronologie du Sport automobile
1921 en sport automobile - 1922 en sport automobile - 1923 en sport automobile
Les faits marquants de l'année 1922 en Sport automobile

## Par mois

### Avril
- 2 avril : Targa Florio.

### Mai
- 17 mai : à Brooklands, Kenelm Lee Guinness établit un nouveau record de vitesse terrestre : 215,17 km/h.
- 30 mai : 500 miles d'Indianapolis.

### Juin
- 22 juin : Tourist Trophy sur l'Ile de Man.

### Juillet
- 15 juillet : neuvième édition du Grand Prix de France à Strasbourg. Le pilote italien Felice Nazzaro s'impose sur une Fiat.

### Septembre
- 4 septembre : deuxième édition du Grand Prix d'Italie à Monza. Le pilote italien Pietro Bordino s'impose sur une Fiat.

## Naissances
- 13 février : Willi Heeks, pilote automobile allemand.
- 9 avril : Johnny Thomson, pilote automobile d'IndyCar américain, († 10 septembre 1960).
- 12 mai : Roy Salvadori, pilote automobile britannique. († 3 juin 2012).
- 17 mai : Jean Rédélé, pilote automobile et concepteur d'automobiles français. († 10 août 2007).
- 2 juillet : Jacques Pollet, pilote automobile français. († 16 août 1997).
- 11 juillet : Fritz Riess, pilote automobile allemand. († 15 mai 1991).
- 14 août : Leslie Marr, pilote automobile amateur anglais.
- 10 décembre : Bob Grossman, pilote automobile américain († 20 mai 2002).

## Décès
- 17 mai : Dorothy Elizabeth Lewitt, pilote automobile anglaise (° 5 janvier 1882).
- 7 septembre : Léonce Girardot, pilote automobile français. (° 30 avril 1864).